# Hackelia virginiana
Hackelia virginiana là loài thực vật có hoa trong họ Mồ hôi. Loài này được (L.) I.M. Johnst. mô tả khoa học đầu tiên năm 1923.